# El yugo
Encadenada (el yugo) es una película de 1947, dirigida por Víctor Urruchúa. Protagonizada por María Teresa Squella y Armando Calvo.

## Argumento
Por celos, el adinerado Enrique (Armando Calvo) abofetea y aísla de la sociedad a su mujer Eugenia (María Teresa Squella). Un primo de ella los visita, y Enrique lo abofetea también. Luego lo exacerba la llegada de su amigo, el pianista Barry, porque fue pretendiente de ella, y al verlos hablar, golpea a su esposa.
Ella se embaraza, y Enrique la manda a vigilar. Es tanta la desesperación que Eugenia trata de huir con Barry, pero cae en unas escaleras. Enrique le pregunta si el hijo es de Barry, y ella por coraje dice que sí y parte, pero todavía por amor regresa con su marido, solo que Enrique se ha suicidado.

## Reparto
- María Teresa Squella ... Eugenia Peralta
- Armando Calvo ... Enrique Cañedo
- Enrique Bermúdez ... Carlos Barry
- Carlos Navarro ... Jorge Labrada
- Fanny Schiller ... Doña Julia
- Manuel Noriega ... Dr. Ferrer
- Conchita Gentil Arcos ... María
- Magdalena Labastida ... Laura

## Premios y reconocimientos

### Premio Ariel(1948)
| Categoría    | Persona              | Resultado |
| ------------ | -------------------- | --------- |
| Mejor Actriz | María Teresa Squella | Nominada  |